# جينيفر أليسون
جينيفر أليسون (بالإنجليزية: Jennifer Allison؛ المولودة 15 يوليو 1966) روائية أمريكية عُرفت بكتابتها لسلسلة كتب الأطفال غيلدا دجويس.